# Альмухаметов, Газиз Салихович
Гази́з Сали́хович Альмухаме́тов (баш. Ғәзиз Сәлих улы Әлмөхәмәтов, тат. Газиз Сәлих улы Әлмөхәмәтов, 1895—1938) — башкирский и татарский певец и композитор, музыкально‑общественный деятель. Первый из певцов удостоился звания «Народный артист Башкирской АССР» (1929).

## Биография
Альмухаметов Газиз Салихович родился 29 октября 1895 года в деревне Старомурапталово Стерлитамакского уезда Уфимской губернии (ныне Куюргазинского района Башкортостана). По национальности башкир.
Мать — Галима родила 20 детей — все сыновья, из которых в тяжёлое голодное время выжили только шестеро. Семья бедствовала, все трудились, даже дети. Отец его батрачил, батрачили и пятеро братьев Газиза. Газиз с 5—6 лет начал петь — его родители Салих и Галима хорошо пели. Их пение любили слушать жители Старомурапталово и окрестных деревень.
После того как отец умер от туберкулёза, Газиз с 7 лет нанимается пасти скот. В 1908 году Газиз уезжает в поисках заработка в г. Ташкент вместе со своим братом Абдрахманом.
В Средней Азии Газиз летом работал на виноградниках, а зимой учился в медресе, занимался пением. Газиза стали приглашать на любительские вечера, где он исполнял башкирские и татарские народные песни.
Живя в Ташкенте, Альмухаметов концертирует в ташкентских парках. Вскоре известность Газиза Альмухаметова как профессионального певца выходит за пределы Средней Азии. Она достигает Сибири, Татарстана и Башкортостана. В 1914 году начинает гастролировать среди татарского и башкирского населения в Поволжье, Сибири, Казахстане.
Участвовал в башкирском национально-освободительном движении. Служил в составе контрразведки при Оренбургском военном отделе Башкирского военного совета (БВС). Согласно Приказу № 34 БВС от 4 сентября 1918 года, был оставлен в должности руководителя Кипчакского добровольческого отряда (в означенной должности с 1 августа 1918 года).
В 1920 году занимался в Народной консерватории в Ташкенте, позднее консультировался в консерватории в Москве.
С 1921 года сочетает концертную деятельность с собиранием башкирских и татарских народных песен и композиторским творчеством. Интересуется фольклором восточных народов, башкирскими и татарскими народными песнями, их историей, легендами. Постепенно становится фольклористом-собирателем и исполнителем.

### 1922—1929 годы
В 1922—1929 гг. живёт в Казани, концертирует, пишет песни, работает над операми вместе с Султаном Габяши и В. И. Виноградовым.
Пишет эскизы оперы «Сания» на либретто татарского писателя Фатиха Амирхана. Вместе с Султаном Габяши и Василием Виноградовым продолжает работать над «Санией».
25 июня 1925 года в Казани состоялась премьера «Сании». Большой успех окрылил авторский коллектив. За первой татарской оперой последовала вторая — «Эшче (Рабочий)». Обе оперы получили большой отклик: партитура «Сании» и фотографии авторов и исполнителей экспонировались на Международной выставке во Франкфурте-на-Майне, а «Эшче» была показана летом 1930 года в Москве на Всесоюзной Олимпиаде национальных театров.

### 1929—1938 годы
С 1929 года жизнь и творчество Альмухаметова связаны с Уфой. Альмухаметов — автор брошюры «В борьбе за создание башкирской советской музыки» (Уфа, 1933), в которой впервые освещается состояние башкирской музыкальной культуры и намечены перспективы её развития.
В Уфе выступает с концертами и пишет музыку. Газиз Альмухаметов стал одним из организаторов Башкирской студии при Московской консерватории имени П. И. Чайковского и инициатором открытия Башкирской филармонии. В поисках одарённых певцов выезжал в районы республики.
В 1929 году к 10-летию Башкирской АССР Газиз Салихович в соавторстве с Габяши и Виноградовым написал торжественный марш «Башкортостан». Альмухаметов исполнил его в правительственном концерте для делегатов VII Всебашкирского юбилейного съезда Советов. На этом съезде было принято решение о присуждении певцу звания «Народный артист Башкирской АССР».
С 1932 года работал в Уфимском музыкальном училище и одновременно в Башкирском научно-исследовательском институте языка и литературы. Им записаны башкирские народные песни «Ашкадар», «Буранбай», «Тафтиляу», «Урал», отрывок из эпического сказания «Кунгыр-буга» и другие.
В своих концертных поездках и экспедициях по сбору фольклора Газиз Салихович продолжал поиски новых талантов для оперной студии, становясь наставником многих будущих мастеров: певцов, музыкантов, композиторов. Среди них Бану Валеева, Хабир Галимов, Габдрахман Хабибуллин, Загир Исмагилов, Хусаин Ахметов, 
Зайтуна Ильбаева и др.
Альмухаметов не ограничивал свой репертуар народными песнями, классическими романсами и ариями, а создавал также собственные оригинальные вещи. Его баллада «Зловещий ветер» — одно из первых сочинений в этом жанре в башкирской и татарской музыке. Своеобразна песня «На смерть Маяковского», очень популярна была лирика: «Лодки», «Пишу песни», «На берегу Агидели».
Альмухаметов готовил национальный репертуар для будущего оперного театра. Им были заказаны новые оперы С. Габяши, А. Ключарёву. Переводились на башкирский язык итальянские — «Тайный брак» Чимарозы и «Прекрасная мельничиха» Паизиелло.
В Уфе же Альмухаметов дважды тяжело переболел тифом. Две его дочери умерли в младенческом возрасте.
Репрессирован как «башкирский националист». Арестован 11 декабря 1937 года. В тюрьме пел перед решёткой для всех заключённых, исполнял песни «Урал» и «Буранбай». Расстрелян 10 июля 1938 года, реабилитирован в 1957 году.

## Сочинения
- Башҡорт сәвит музыкаһы тыуҙырыу өсөн көрәш юлында. Өфө, 1933. (баш.)

## Память
- В 1968 году учреждён Республиканский конкурс молодых певцов на приз имени Газиза Альмухаметова.
- В 1994 году его имя присвоено Республиканской музыкальной школе города Уфы.
- О жизни и творчестве Г. С. Альмухаметова в 1994 году в студии ГТРК «Башкортостан» снят документальный фильм «Я песней к вам возвращусь» (сцен. Э. М. Давыдова, реж. Ф. С. Сафиуллина).
- В 1995 году в честь 100‑летия со дня рождения Народного артиста БАССР в деревне Мурапталово был открыт музей Г. С. Альмухаметова.